# Dichotomosiphon
Dichotomosiphon, monotipski rod zelenih algi iz porodice Dichotomosiphonaceae. Jedina je vrsta D. tuberosus, slatkovodna alga koja obitava prvenstveno po jezerima u Aziji i Sjevernoj Americi (Velika jezera).
Prvi puta oisana je 1849 kao Vaucheria tuberosa.

## Sinonimi
- Vaucheria tuberosa A.Braun ex Kützing, 1849